# Best of Both Worlds Tour
Best of Both Worlds Tour var den amerikanska sångerskan Miley Cyrus första konsertturné. Turnén hölls för att marknadsföra dubbelalbumet Hannah Montana 2: Meet Miley Cyrus, som innehöll soundtracket till den andra säsongen av Hannah Montana, samt Cyrus debutalbum. Mellan oktober 2007 och januari 2008 besökte turnén städer I USA och Kanada. Turnén marknadsfördes av AEG Live och Buena Vista Concerts. Skivbolagskollegorna Jonas Brothers, Aly & AJ och Everlife agerade alla som förband åt Cyrus under turnéns gång. En dollar (ca. 6 kronor) från varje såld biljett donerades till City of Hope National Medical Center, en organisation som ägnar sig åt kampen mot cancer. Best of Both Worlds Tour samlade ihop över 2 miljoner dollar (ca. 12 miljoner kronor) åt organisationen.
En 3D-film, Hannah Montana & Miley Cyrus: Best of Both Worlds Concert som filmades när turnén var i Salt Lake City, Utah, släpptes till amerikansk bio i februari 2008. Filmen mottog en överväldigande kommersiell respons och satte en massa rekord. Kritikernas respons var generellt från positiv till blandad. När filmen visades för första gången på TV via Disney Channel så sågs filmen av över 5,9 miljoner tittare. Ett livealbum, Best of Both Worlds Concert, med inspelningar från turnén, släpptes i mars 2008 och blev en kommersiell succé i USA, Australien och Kanada.

## Förband

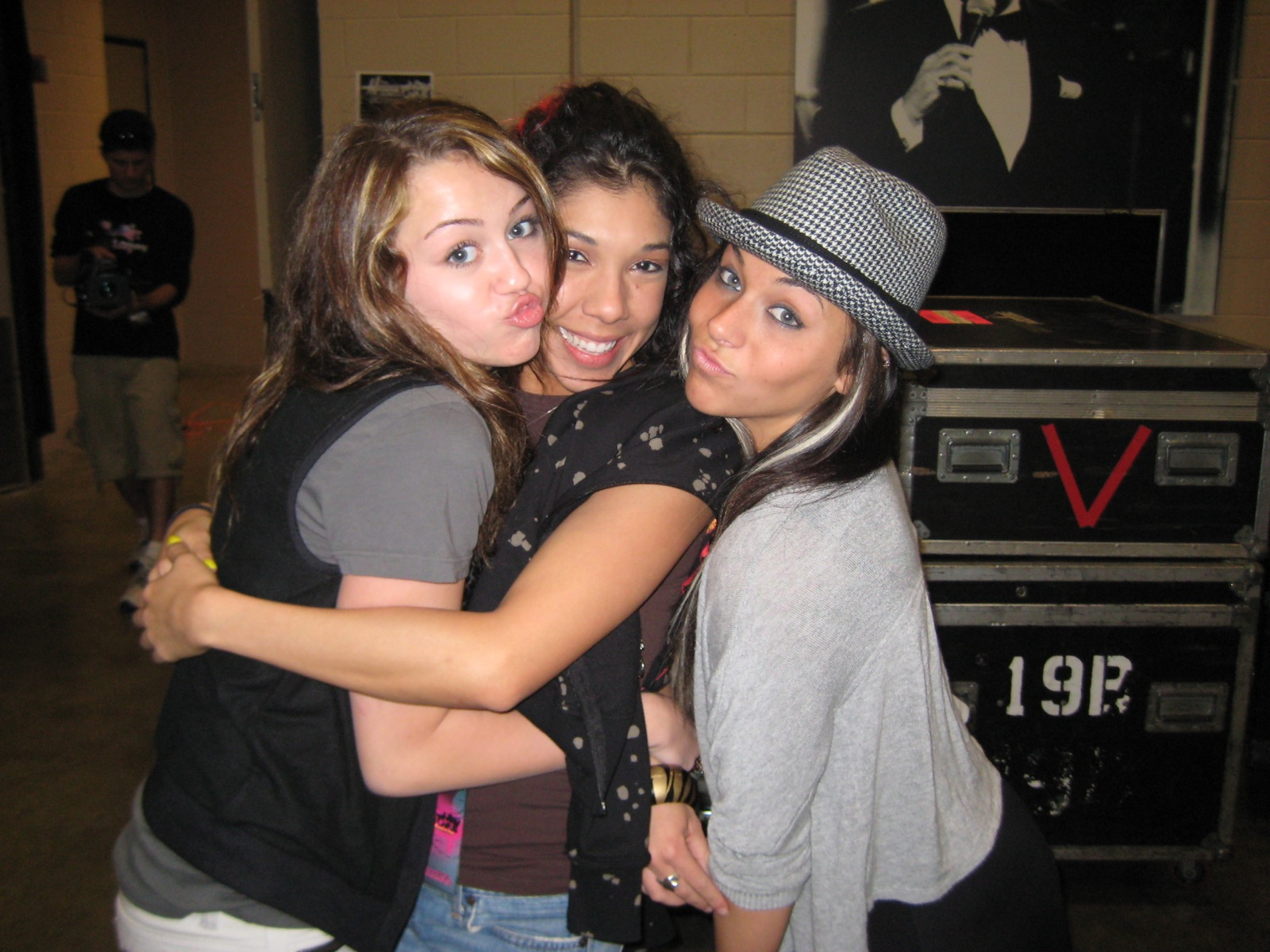
Cyrus (vänster) med sina bakgrundsdansare Ashlee Nino (mitten) och Mandy Jiroux (höger). Nino användes som dubbelgångare under turnén.

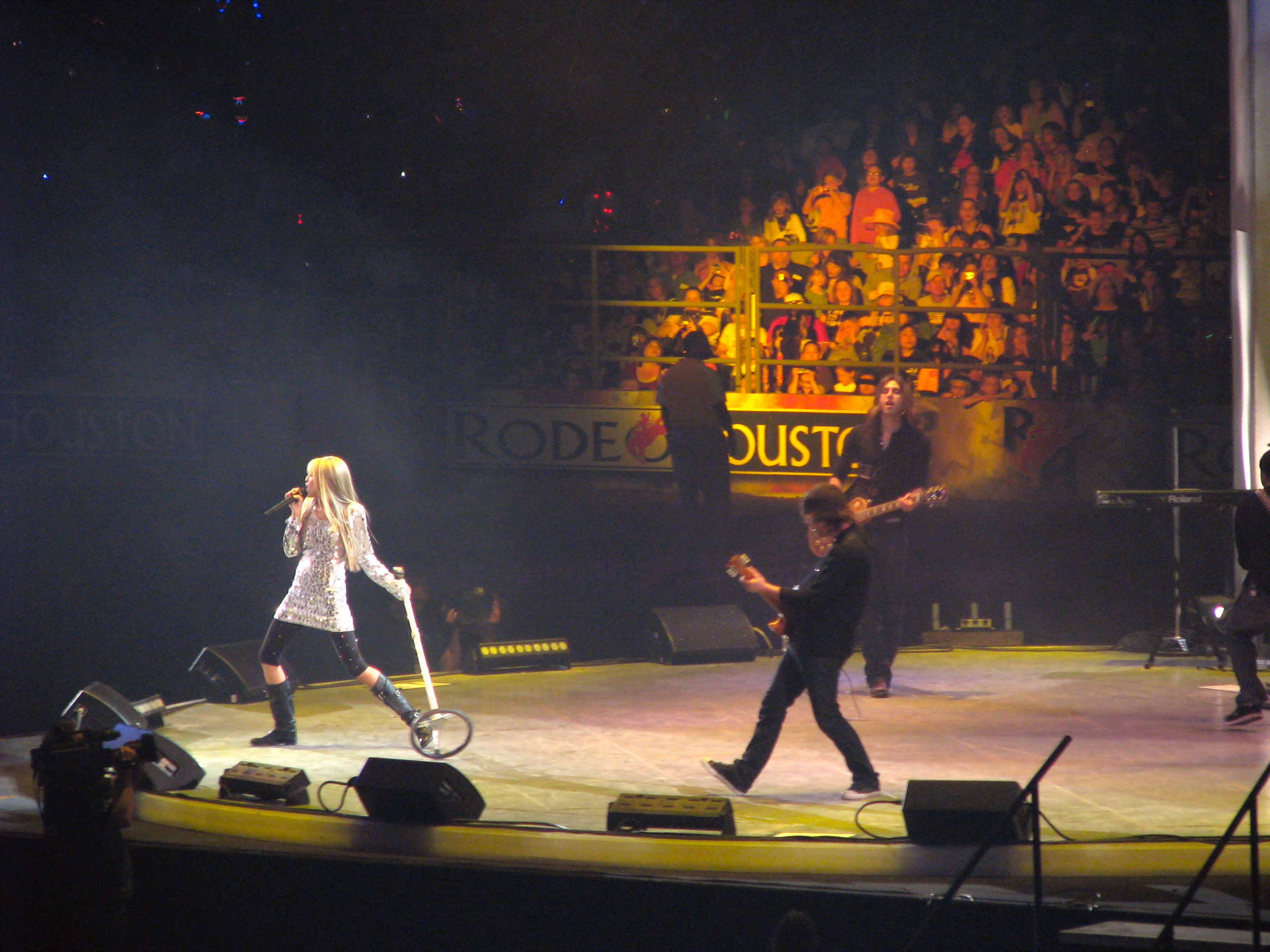
Cyrus öppnar konserten med "Rock Star" som Hannah Montana.

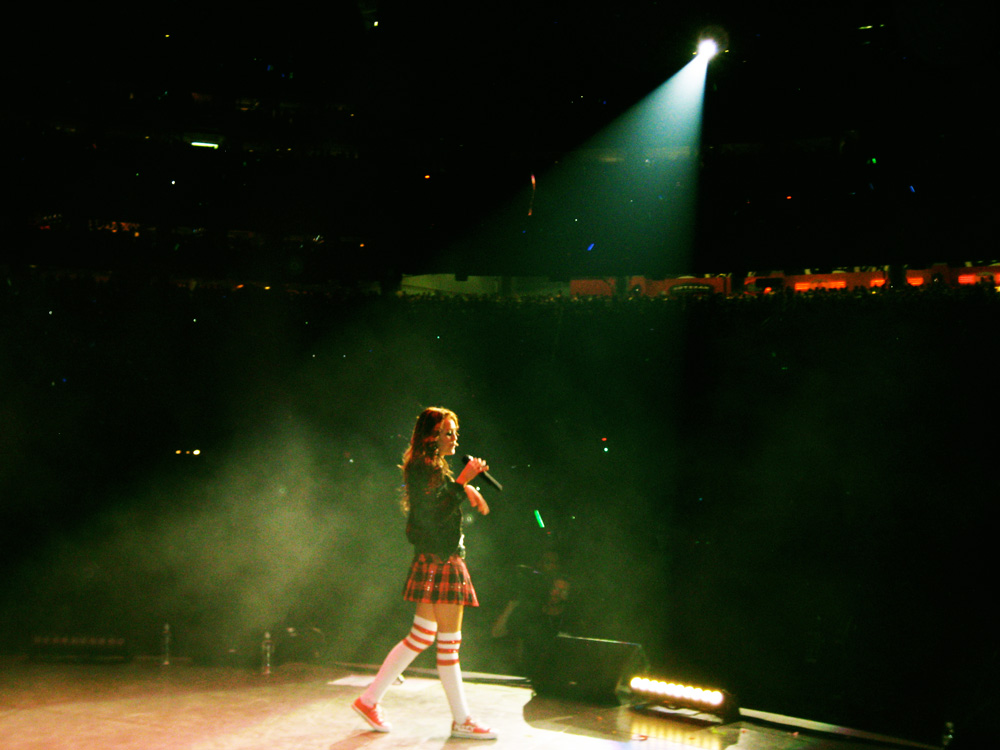
Cyrus sjunger "G.N.O. (Girls Night Out)" live.

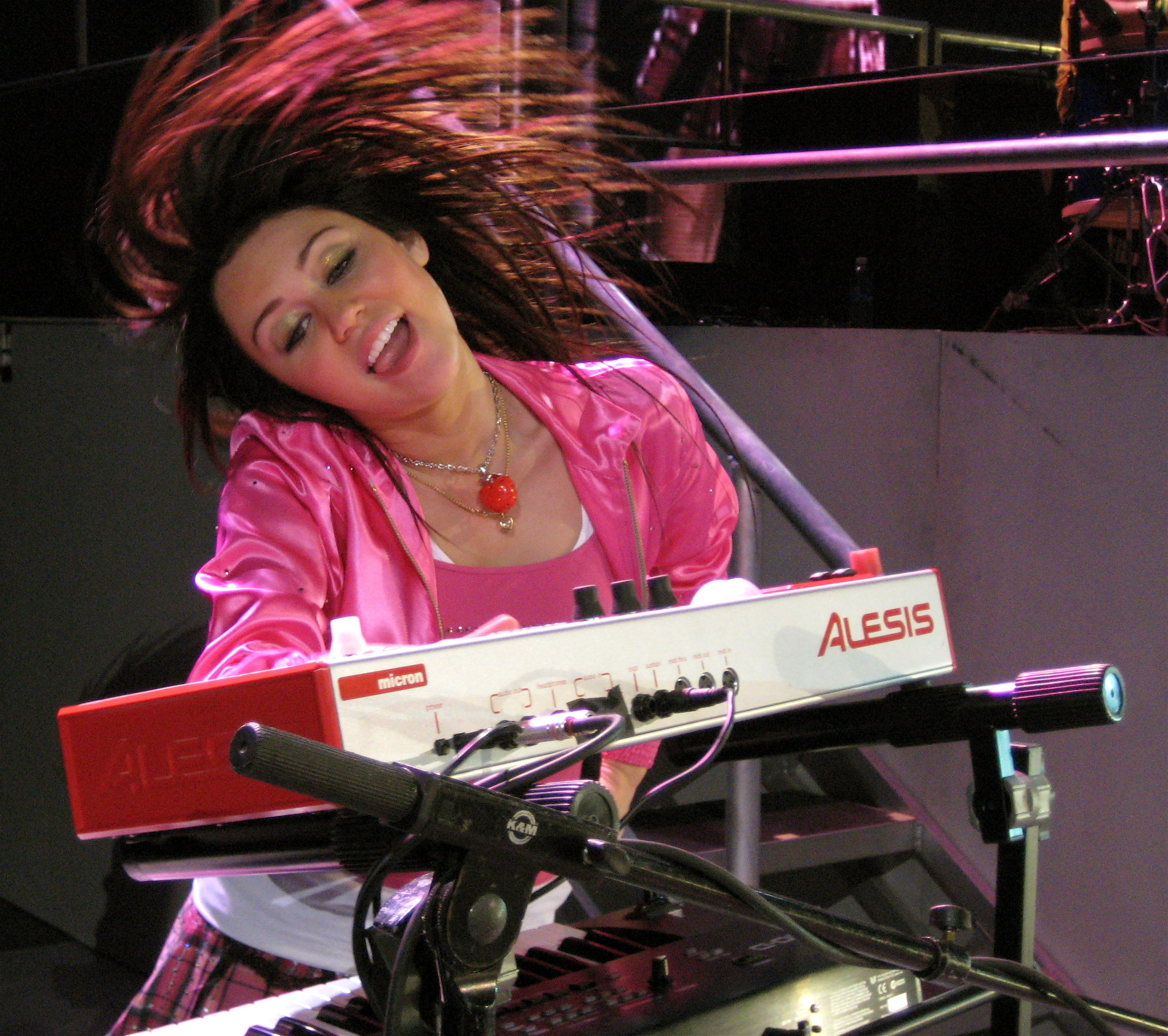
Cyrus vid uppträdandet av sista sången, "The Best of Both Worlds".

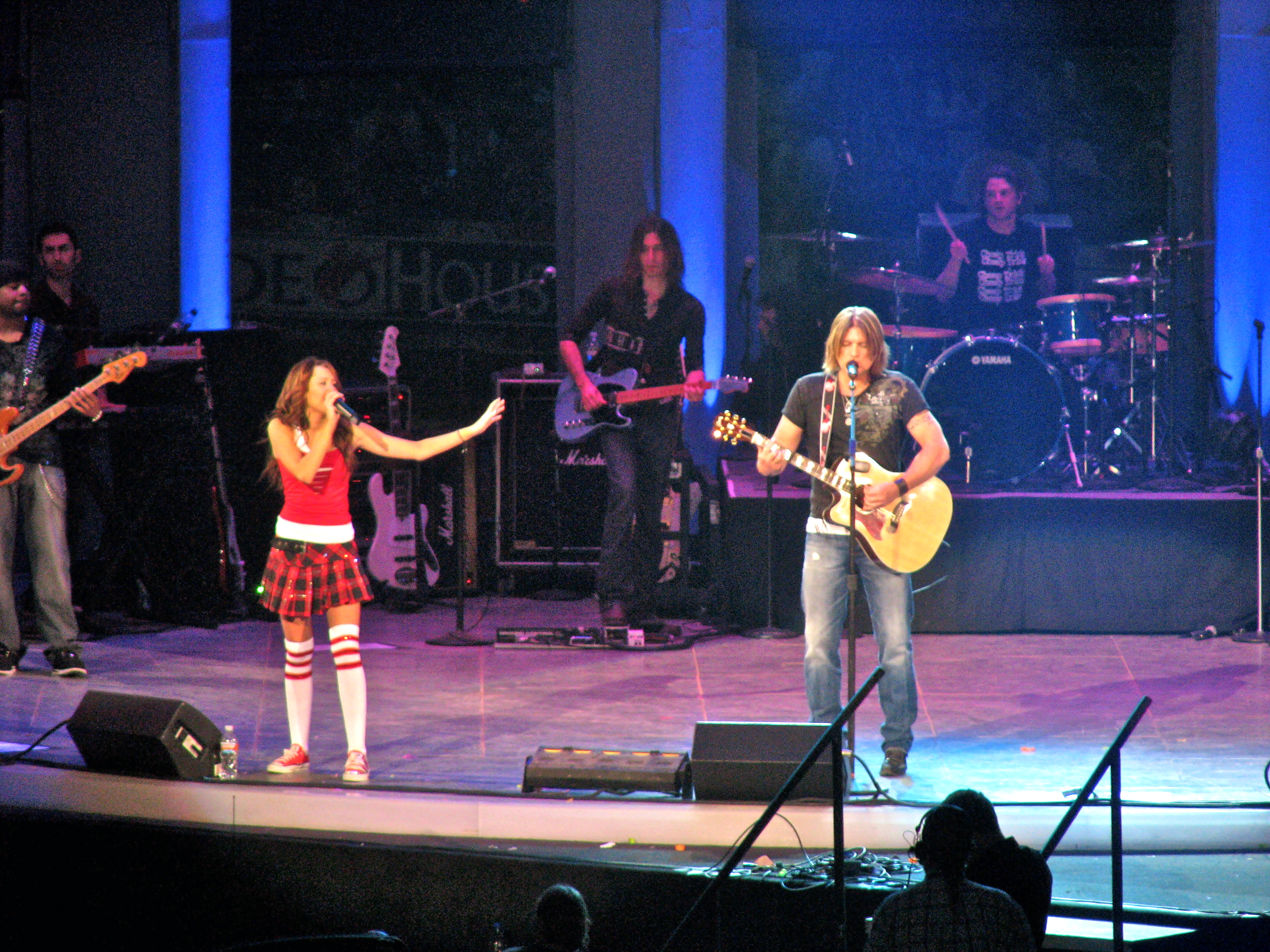
Cyrus sjöng "Ready, Set, Don't Go" som extranummer ibland med sin pappa, Billy Ray.

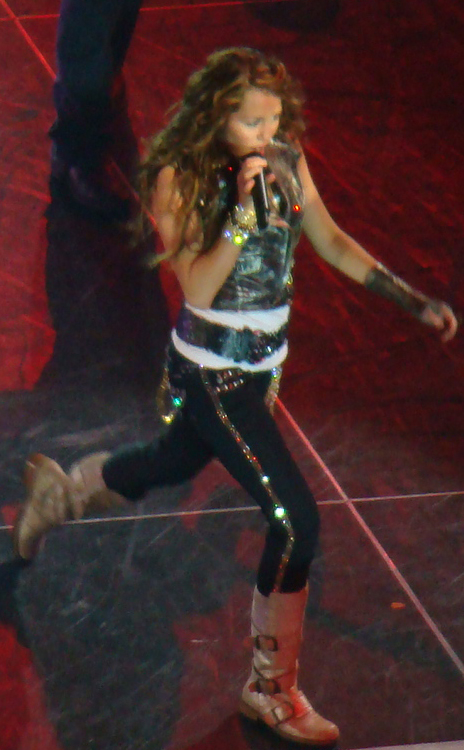
Cyrus inleder segmentet som sig själv med sången, "Start All Over".

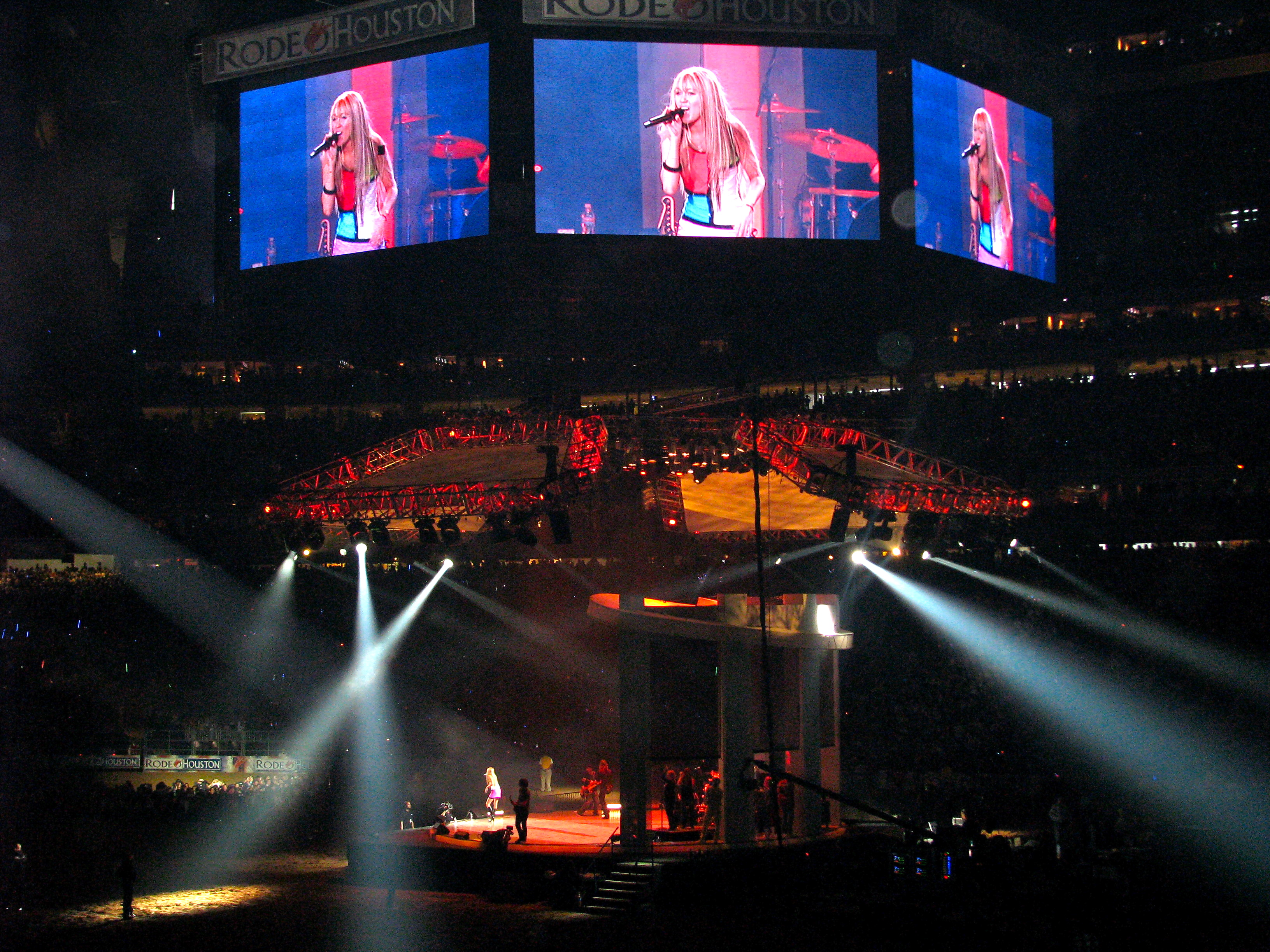
Cyrus framför "Pumpin' Up the Party" som Hannah Montana.

- Jonas Brothers (18 oktober 2007 – 9 januari 2008)
- Aly & AJ (11 januari 2008 – 24 januari 2008)
- Everlife (25 januari 2008 – 31 januari 2008)

## Låtlista
1. "Rock Star"
2. "Life's What You Make It"
3. "Just Like You"
4. "Old Blue Jeans"
5. "Nobody's Perfect"
6. "Pumpin' Up the Party"
7. "I Got Nerve"
8. "We Got the Party" (med Jonas Brothers)
9. "Start All Over"
10. "Good and Broken"
11. "See You Again"
12. "Let's Dance"
13. "Right Here"
14. "East Northumberland High"
15. "G.N.O. (Girl's Night Out)"
16. "The Best of Both Worlds"

Extranummer
1. "I Miss You"
2. "Ready, Set, Don't Go"

## Turnédatum
| Datum            | Stad              | Land   | Arena                                |
| ---------------- | ----------------- | ------ | ------------------------------------ |
| Nordamerika      |                   |        |                                      |
| 18 oktober 2007  | St. Louis         | USA    | Scottrade Center                     |
| 20 oktober 2007  | Moline            | USA    | i wireless Center                    |
| 21 oktober 2007  | Minneapolis       | USA    | Target Center                        |
| 23 oktober 2007  | Omaha             | USA    | Qwest Center                         |
| 25 oktober 2007  | Denver            | USA    | Pepsi Center                         |
| 26 oktober 2007  | Salt Lake City    | USA    | Energy Solutions Arena               |
| 27 oktober 2007  | Salt Lake City    | USA    | Energy Solutions Arena               |
| 29 oktober 2007  | Seattle           | USA    | Key Arena                            |
| 30 oktober 2007  | Portland          | USA    | Rose Garden Arena                    |
| 1 november 2007  | Oakland           | USA    | Oracle Arena                         |
| 3 november 2007  | Anaheim           | USA    | Honda Center                         |
| 4 november 2007  | San Jose          | USA    | HP Pavilion at San Jose              |
| 6 november 2007  | Fresno            | USA    | Save Mart Center                     |
| 7 november 2007  | Los Angeles       | USA    | Staples Center                       |
| 8 november 2007  | San Diego         | USA    | San Diego Sports Arena               |
| 9 november 2007  | Glendale          | USA    | Jobing.com Arena                     |
| 11 november 2007 | Houston           | USA    | Toyota Center                        |
| 12 november 2007 | San Antonio       | USA    | AT&T Center                          |
| 14 november 2007 | Fort Worth        | USA    | Fort Worth Convention Center         |
| 15 november 2007 | Bossier City      | USA    | CenturyTel Center                    |
| 19 november 2007 | Tampa             | USA    | St. Pete Times Forum                 |
| 20 november 2007 | Sunrise           | USA    | BankAtlantic Center                  |
| 23 november 2007 | Nashville         | USA    | Sommet Center                        |
| 24 november 2007 | Knoxville         | USA    | Thompson-Boling Arena                |
| 25 november 2007 | Greensboro        | USA    | Greensboro Coliseum                  |
| 27 november 2007 | Charlotte         | USA    | Charlotte Bobcats Arena              |
| 28 november 2007 | Duluth            | USA    | Arena at Gwinnett Center             |
| 29 november 2007 | Memphis           | USA    | FedEx Forum                          |
| 1 december 2007  | North Little Rock | USA    | Alltel Arena                         |
| 2 december 2007  | Oklahoma City     | USA    | Ford Center                          |
| 3 december 2007  | Kansas City       | USA    | Sprint Center                        |
| 5 december 2007  | Auburn Hills      | USA    | The Palace of Auburn Hills           |
| 6 december 2007  | Grand Rapids      | USA    | Van Andel Arena                      |
| 8 december 2007  | Rosemont          | USA    | Allstate Arena                       |
| 9 december 2007  | Indianapolis      | USA    | Conseco Fieldhouse                   |
| 11 december 2007 | Columbus          | USA    | Nationwide Arena                     |
| 12 december 2007 | Lexington         | USA    | Rupp Arena                           |
| 13 december 2007 | Cincinnati        | USA    | U.S. Bank Arena                      |
| 15 december 2007 | Toronto           | Kanada | Air Canada Centre                    |
| 16 december 2007 | Rochester         | USA    | Blue Cross Arena                     |
| 17 december 2007 | Philadelphia      | USA    | Wachovia Center                      |
| 19 december 2007 | Hartford          | USA    | Hartford Civic Center                |
| 20 december 2007 | Providence        | USA    | Dunkin Donuts Center                 |
| 21 december 2007 | Worcester         | USA    | DCU Center                           |
| 22 december 2007 | Worcester         | USA    | DCU Center                           |
| 27 december 2007 | Uniondale         | USA    | Nassau Coliseum                      |
| 28 december 2007 | Uniondale         | USA    | Nassau Coliseum                      |
| 29 december 2007 | Newark            | USA    | Prudential Center                    |
| 30 december 2007 | Newark            | USA    | Prudential Center                    |
| 3 januari 2008   | Cleveland         | USA    | Quicken Loans Arena                  |
| 4 januari 2008   | Pittsburgh        | USA    | Mellon Arena                         |
| 5 januari 2008   | Atlantic City     | USA    | Boardwalk Hall                       |
| 7 januari 2008   | Washington, D.C.  | USA    | Verizon Center                       |
| 8 januari 2008   | Baltimore         | USA    | 1st Mariner Arena                    |
| 9 januari 2008   | Albany            | USA    | Times Union Center                   |
| 11 januari 2008  | Detroit           | USA    | Joe Louis Arena                      |
| 13 januari 2008  | Milwaukee         | USA    | Bradley Center                       |
| 14 januari 2008  | Chicago           | USA    | United Center                        |
| 15 januari 2008  | St. Louis         | USA    | Scottrade Center                     |
| 18 januari 2008  | Las Vegas         | USA    | MGM Grand Arena                      |
| 19 januari 2008  | Las Vegas         | USA    | MGM Grand Arena                      |
| 20 januari 2008  | Las Vegas         | USA    | MGM Grand Arena                      |
| 22 januari 2008  | Glendale          | USA    | Jobing.com Arena                     |
| 24 januari 2008  | Austin            | USA    | Frank Erwin Center                   |
| 25 januari 2008  | Lafayette         | USA    | Cajundome                            |
| 26 januari 2008  | New Orleans       | USA    | New Orleans Arena                    |
| 28 januari 2008  | Orlando           | USA    | Amway Arena                          |
| 29 januari 2008  | Orlando           | USA    | Amway Arena                          |
| 30 januari 2008  | Jacksonville      | USA    | Jacksonville Veterans Memorial Arena |
| 31 januari 2008  | Miami             | USA    | American Airlines Arena              |

## Personal
Creative Team
- Direktör – Kenny Ortega
- Koreografer – Kenny Ortega, Teresa Espinosa
- Design – Kelly McFadden
- Belysning och videodesigner – Abigail Rosen Holmes
- Förvaltning – Jason Morey, Jim Morey
- Fotografering – Brian Love, Kevin Mazuer, Michael T. Williams
- Produktionsdesign – Michael Cotten
- Regissör för skärminnehåll – Steve Gerdes
- Samordnare för personal & bemanningsproduktion – Omar Abderrahman
- Videoteknik – Eric Geiger, Steve "Bone" Gray, Evan Huff, Justin McLean, Dane Mustola, Mark Woody
- Design för scenkläder – Dahlia Foroutan

Band
- Chefsdirigent - Stacy Jones, John Taylor
- Gitarr - Jamie Arentzen, John Taylor
- Keyboard - Mike Schmid
- Bas - Greg Garbowski, Vashon Johnson
- Trummor - Stacy Jones, Jack Lawless
- Bakgrundssång - Candace Accola, Kay Hanley